# Витрати виробництва
Ви́трати виробни́цтва — сукупність усіх спожитих ресурсів на виробництво того чи іншого продукту.

## Види
Економічна теорія вирізняє такі основні види витрат виробництва фірми: постійні, змінні, валові (загальні), середні, граничні, альтернативні. Сучасні західні концепції класифікують витрати виробництва, за критерієм залежності або незалежності їх від обсягу виробництва.
Постійні витрати (англ. Fixed Costs) — витрати, величина яких не змінюється залежно від зміни обсягу випуску продукції і які фірма повинна сплачувати навіть тоді, коли вона нічого не виготовляє. До них належать грошові витрати на експлуатацію будівель, споруд і обладнання, орендна плата, виплата відсотків за кредитом, заробітна плата апарату управління, витрати на охорону.(також позначаються FC)
Змінні витрати (англ. Variable Costs) — витрати, величина яких змінюється залежно від зміни обсягу виробництва. Динаміка їх нерівномірна: починаючи з нуля, вони спочатку зростають дуже швидко разом зі зростанням виробництва. З подальшим розширенням обсягів виробництва виникає фактор економії, і змінні витрати зростають повільніше, ніж збільшується обсяг продукції.(також позначаються VC)
Валові витрати (загальні витрати, англ. Total Costs) є сумою постійних і змінних витрат за кожного конкретного обсягу виробництва.(також позначаються TC)
Середні витрати — витрати на одиницю продукції, що випускається. Розрізняють загальні середні витрати, рівні частці від ділення повних витрат на обсяг виробництва; змінні середні витрати, рівні частці від ділення змінних витрат на обсяг виробництва: постійні середні витрати, рівні частці від ділення постійних витрат на обсяг виробництва.(також позначаються ATC)
Витрати на одиницю продукції — це середні валові витрати, які дорівнюють загальним витратам, поділеним на обсяг виробництва товарів. Нерівномірна зміна валових витрат веде до того, що зі зростанням обсягів виробництва змінюються витрати на одиницю продукції, це має особливе значення для ринкової стратегії фірми, оскільки дає змогу з'ясувати — за якого обсягу виробництва витрати на одиницю продукції будуть мінімальними.
Прямі витрати — витрати, що можуть бути безпосередньо пов'язані з визначеною діяльністю чи видом продукції.
Непрямі витрати — спільні виробничі витрати, необхідні для різних задач (процесів), які прямо не розподіляються по них протягом певного періоду часу.
Поточні витрати — витрати, що визнаються в період їх здійснення та відображаються в обліку за рахунками витрат.
Граничні витрати (англ. Marginal Costs, також позначаються МС)— витрати необхідні для випуску додаткової одиниці продукції найефективнішим (найдешевшим) чином.
МС=ΔТС/ΔQ
Альтернативні витрати (не явні) це вигода, втрачена внаслідок невикористання економічного ресурсу в найдохіднішій зі всіх можливих сфер і галузей господарювання.
Витрати майбутніх періодів — грошові витрати, що були здійснені в даному періоді, але на собівартість продукції будуть віднесені в майбутньому періоді, частинами.